# Seznam članov Simfoničnega orkestra RTV Slovenija
Seznam trenutnih in nekdanjih članov Simfoničnega orkestra RTV Slovenija.

## A
- Irmgard Anderl Krajter
- Franc Avsenek

## B
- Tanja Babnik-Šoštarič
- Aljaž Beguš
- Bernard Belina
- Miran Bolha
- Maja Burger Silič

## C
- Nastja Cajhen
- Ols Cinxo

## D
- Stanislav Demšar
- Gregor Dvorjak

## F
- Alenka Fabiani Mulej
- Marko Fabiani
- Gregor Fele
- Teodor Forte

## G
- Jelka Glavnik Berak
- Klemen Golner
- Alojz Gradišek

## H
- Jurij Hladnik
- Vladimir Hrovat
- Milan Hudnik
- Damir Huljev

## I
- Uršula Ivanuš Iwaki
- Yasumichi Iwaki

## J
- Peter Jevšnikar
- Milko Jurečič
- Damjan Jureš
- Marko Juvan

## K
- Silva Katavić
- Davorin Kastelec
- Kristupas Keller
- Jože Kocjančič
- Marija Maja Kojc
- Stanko Koren
- Tina Krajnik
- Matej Krajter
- Andrej Kopač
- Marijan Korošec
- Mile Kosi
- Jože Kotar
- Katja Krajnik
- Matej Krajter
- Lucija Kreuh

## L
- Marko Lednik
- Boštjan Lipovšek
- Franci Lipovšek
- Milena Lipovšek

## M
- Edi Majaron
- Melissa Majoni
- Zoran Marković
- Vasilij Meljnikov
- Mojca Menoni Sikur
- Matevž Mercina
- Igor Mitrović

## N
- Marija Naveršnik

## P
- Valentina Pasarić
- Ivan Pejić
- Majda Petrič Facchinetti
- Vili Petrič
- Edi Pištan Rugero
- Viktor Plestenjak
- Uroš Polanc
- Andraž Poljanec
- Stanko Praprotnik

## R
- Dragan Radonić
- Aleksandar Ranisavljev
- Damir Rasiewicz
- Ruda Ravnik Kosi
- Matej Rihter
- Sofia Ristić
- Maja Robinšak

## S
- Matjaž Sekne
- Otmar Senegačnik
- Branimir Slokar
- Tjaša Spasić
- Tomaž Sever
- Julijan Strajnar
- Marjan Stropnik

## Š
- Ciril Škerjanec
- Andreja Škrbec
- Boris Šmon
- David Špec - Jezernik
- Mihael Šuler
- Boris Šurbek
- Jernej Šurbek

## T
- Tamara Tasev
- Anamarija Tomac
- Sonja Trampevska

## W
- Wolfram Wobak

## Z
- Benjamin Ziervogel
- Viktorija Zimšek Berčon
- Matjaž Zorko
- Alojz Zupan
- Matej Zupan
- Brina Nataša Zupančič